# Araneus karissimbicus
Araneus karissimbicus este o specie de păianjeni din genul Araneus, familia Araneidae. A fost descrisă pentru prima dată de Strand, 1913. Conform Catalogue of Life specia Araneus karissimbicus nu are subspecii cunoscute.